# Verbonden pionnen
Verbonden pionnen is een term in het schaakspel. Het zijn pionnen van dezelfde kleur op naast elkaar gelegen lijnen. Dit ter onderscheiding van geïsoleerde pionnen. Verbonden pionnen zijn doorgaans een voordeel, omdat ze elkaar kunnen ondersteunen. Dit kan beslissend zijn in het eindspel